# Misure di rafforzamento della fiducia
Le misure di rafforzamento della fiducia (in lingua inglese:  confidence-building measures) o misure di rafforzamento della fiducia e della sicurezza (confidence- and security- building measures) sono azioni che riflettono la volontà di scambiare informazioni con un avversario, il cui obiettivo è ridurre le tensioni e il conflitto fra due o più parti, sottolineando la fiducia e limitando le escalations. Il termine viene usato prevalentemente nel contesto del conflitto armato, ma è simile a quello di fiducia e comunicazione interpersonale usato per ridurre le situazioni conflittuali fra gli esseri umani.
Nonostante il termine venga usato in ambiti militari, esistono anche delle applicazioni civili. Le misure di rafforzamento della fiducia vengono usate nell'ambito di diverse organizzazioni internazionali, quali l'Organizzazione per la sicurezza e la cooperazione in Europa, il Consiglio d'Europa, e le Nazioni unite.

## Scambio di informazioni e verifica
Nelle relazioni internazionali, le misure di rafforzamento della fiducia dovrebbero ridurre la paura e il sospetto (i feedback positivi) rendendo il comportamento dei diversi stati (o gruppi in contrapposizione) più prevedibile.
Questo in genere comporta lo scambio di informazioni e il rendere possibile verificarle, in particolare per quanto riguarda le forze armate e l'equipaggiamento militare.

## Tipologie di misure di rafforzamento della fiducia
Le misure di rafforzamento della fiducia nel contesto del controllo degli armamenti, anche chiamate misure di rafforzamento della fiducia e della sicurezza, possono essere caratterizzate in tre principali tipi. Il rafforzamento della fiducia può anche essere visto come un processo generale, e non solo come un insieme di misure individuali. Macintosh divide le misure di rafforzamento della fiducia e della sicurezza secondo tipo di informazione (A), tipo di verifica (B) e misure coercitive (C).

### Tipo A: Misure di informazione, interazione, e comunicazione
Le misure di informazione come il Documento di Vienna (capitoli da I a V), lo Scambio globale delle informazioni militari (in inglese: Global Exchange of Military Information, GEMI) e altre simili includono:
1. Misure di informazione: misure che richiedono o incoraggiano a fornire (scambiare) informazioni su forze militari, strutture e attività. Gli esempi includono: la pubblicazione di informazioni sulla difesa; lo scambio di informazioni sui sistemi di armamenti e la struttura della forza; le commissioni consultive; la pubblicazione dei bilanci della difesa; e la pubblicazione di informazioni sullo sviluppo di sistemi di armamenti.
2. Misure di esperienza: misure che richiedono o incoraggiano l'opportunità di interagire con funzionari o esperti di altri paesi. Gli esempi includono: gli scambi di personale militare; gli scambi di esperti di sicurezza; distaccamenti (secondments) transnazionali; addestramento e esercizi militari congiunti; seminari che discutono di questioni dottrina, strategia e tecnologia.
3. Misure di comunicazione: misure che richiedono o incoraggiano la creazione e/o l'uso di mezzi di comunicazione condivisi. Gli esempi includono: "hot lines" per lo scambio di informazioni legate alla crisi; centri di controllo della crisi condivisi; e "cool lines" per la distribuzione regolare delle informazioni richieste.
4. Misure di notifica: misure che richiedono o incoraggiano la notifica accurata e in anticipo di attività militari specifiche. Gli esempi includono: notifica in anticipo di esercizi, movimenti di forze, e mobilitazioni - incluse le informazioni associate alle forze coinvolte.

### Tipo B: Misure di verifica e facilitazione dell'osservazione
La verifica e misure simili, con particolare ma non esclusivo riferimento al Trattato sulle forze armate convenzionali in Europa, ai capitoli VI e IX Documento di Vienna e, in una certa misura, al Trattato sui Cieli Aperti, includono:
1. Misure di osservazione dei movimenti: misure che richiedono o incoraggiano l'opportunità di osservare certe attività militari specifiche. Gli esempi includono: inviti obbligatori e opzionali ad osservare alcune attività specifiche (con informazioni sull'attività) e le regole di condotta per gli osservatori e gli ospiti.
2. Misure generali di osservazione: misure che richiedono o incoraggiano l'opportunità di impegnarsi in "sguardi" non focalizzati su sezioni relativamente piccole e specifiche in modo generale del territorio entro cui attività di interesse e/o preoccupazione possono essere in corso o avere avuto luogo recentemente. Il Trattato sui Cieli Aperti è un esempio di queste misure.
3. Misure di ispezione: misure che richiedono o incoraggiano l'opportunità di ispezionare forze, strutture e attività militari limitate. Gli esempi includono osservatori speciali per movimenti e attività sensibili; ispezioni di vario tipo sul sito; e l'uso di speciali dispositivi di etichettatura e localizzazione.
4. Misure di monitoraggio: misure che richiedono o incoraggiano l'opportunità di monitorare forze, strutture e attività militari limitate, principalmente attraverso l'uso di strumenti di monitoraggio. Gli esempi includono: monitor perimetrali; sensori di movimento per aree vietate; sensori per l'uso in aree ad accesso limitato; e sensori di attività.
5. Facilitazione delle misure di verifica: misure che richiedono o incoraggiano i partecipanti a facilitare e/o non interferire con gli sforzi di verifica concordati. Gli esempi includono: l'accordo di non interferire con gli sforzi di ispezione e/o di monitoraggio e accordi che specificano come assistere e facilitare gli sforzi di verifica.

### Tipo C: Misure coercitive
Le misure coercitive includono:
1. Misure di restrizione delle attività: misure che richiedono o incoraggiano i partecipanti a evitare o limitare specifici tipi di attività militari provocatorie. Gli esempi includono: nessuna attività molesta come mantenimento intenzionale di rotte di collisione in mare aperto; nessun incontro ravvicinato molesto o provocatorio tra aerei militari e/o aerei militari e forze navali o di terra; e nessuna attività molesta nello spazio aereo vicino ai confini territoriali.
2. Misure di restrizione dei dislocamenti: misure che richiedono o incoraggiano i partecipanti a evitare o limitare stazionamenti o posizionamenti provocamenti delle forze militari. Gli esempi includono: nessuna manovra minacciosa e test di equipaggiamenti; nessun dispiego minaccioso vicino ad aree sensibili (per esempio carri armati vicino alle frontiere); limitazioni di equipaggiamenti, quali nessun velivolo d'attacco nel range del territorio del vicino; limitazioni di personale; e zone prive di armamenti nucleari.
3. Misure di restrizione della tecnologia: misure che richiedono o incoraggiano i partecipanti a evitare o limitare lo sviluppo e/o il dispiego di specifiche tecnologie militari, inclusi sistemi e subsistemi che gli stati partecipanti ritengono avere carattere o impatto destabilizzanti. Gli esempi includono: nessuna sostituzione di alcuni tipi di equipaggiamento militare dispiegato (tipicamente carri armati, veicoli da combattimento pesantemente corazzati, artiglieria semovente, aerei da combattimento ed elicotteri da combattimento) con tipi nuovi, più avanzati e capaci; nessuna modernizzazione dell'equipaggiamento militare dispiegato di determinati tipi in determinati aspetti chiave e ben definiti; nessuna formazione con nuovi sistemi; nessun test sul campo di nuovi progetti; e nessuna produzione di nuovi sistemi e/o sottosistemi specifici.

## Il rafforzamento della fiducia come processo
Un approccio analitico alternativo per comprendere il rafforzamento della fiducia guarda a concetti di processo più ampi piuttosto che concentrarsi su misure specifiche.
Il rafforzamento della fiducia, secondo la transformation view, è un'attività distinta intrapresa con l'intenzione minima di migliorare alcuni aspetti di una relazione di sicurezza tradizionalmente antagonistica attraverso il coordinamento e la cooperazione delle politiche di sicurezza. Comporta il processo comprensivo di esplorare, negoziare e poi attuare misure adattate, incluse quelle che promuovono l'interazione, lo scambio di informazioni e la coercizione. Comporta anche lo sviluppo e l'uso di pratiche e principi sia formali che informali associati allo sviluppo cooperativo delle misure di rafforzamento della fiducia. In determinate condizioni, il processo di rafforzamento della fiducia può facilitare, focalizzare, sincronizzare, amplificare e in generale strutturare il potenziale per una trasformazione positiva significativa nelle relazioni di sicurezza degli Stati partecipanti. Il rafforzamento della fiducia da questo punto di vista è un processo che costituisce più della somma delle sue parti.
Quando il rafforzamento della fiducia porta all'istituzionalizzazione di una collezione di nuove regole e pratiche che stipulano come gli stati partecipanti e gli attori non-statali dovrebbero cooperare e competere tra di loro nella loro relazione di sicurezza, la relazione ristrutturata può ridurre la probabilità di conflitto armato ridefinendo le aspettative del comportamento normale tra gli Stati partecipanti in un modo con pi˘ possibilità di gestire il conflitto con mezzi non militari.

## Rafforzamento della fiducia in ambito OSCE
Le misure di rafforzamento della fiducia sono al cuore delle attività dell'Organizzazione per la sicurezza e la cooperazione in Europa (OSCE). Alcune delle prime misure al riguardo sono contenute negli Accordi di Helsinki, documento alla base dell'OSCE e dei citati Trattati e accordi internazionali che trovano applicazione nell'area europea e centro-asiatica con il diretto coinvolgimento o l'egida dell'Organizzazione. Tali misure regolano il rapporto sia tra Stati partecipanti che all'interno dei Paesi dell'OSCE. Alcuni di questi, che l'Organizzazione definisce come "storie di successo" per quanto riguarda le misure per il rafforzamento della fiducia includono: Armenia, Azerbaigian, Georgia, Kazakistan, Kirghizistan, Macedonia del Nord e Moldavia.
Nell'ambito delle misure di rafforzamento della fiducia previste dall'OSCE, nel marzo 2022, in seguito alla invasione russa dell'Ucraina del 2022, 45 Stati partecipanti, tra cui l’Italia, hanno promosso  con il sostegno dell’Ucraina, l’attivazione del Meccanismo di Mosca.Il 1 giugno 2022 tale strumento è stato nuovamente invocato per aggiornare e approfondire il primo rapporto di esperti di aprile 2022.